# Place Identity
Place Identity oder place-identity (engl. für „Ort“ und „Identität“) ist ein Konzept, das sowohl in der integrativen Geographie, in der Psychologie als auch in den Sozialwissenschaften Beachtung findet. Hierbei wird der Fokus auf die Bedeutung eines geographisch begrenzten Raumes auf die darin lebenden Menschen gelegt. Der Place Identity wird seit den beginnenden 1960er Jahren zunehmend Beachtung in der Forschung geschenkt.

## Definition der Place Identity
Die Place Identity beschreibt die starke emotionale Bindung eines Individuum zu einem geographisch begrenzten Ort, einer Stadt, einer Gegend, oder zu seinem Zuhause. Das Selbstverständnis eines Individuums wird geprägt von Orten, die mittels Erfahrung, Erlebnis und Erinnerung eine spezifische subjektiv empfundene Rolle spielen. In gleicher Weise wird der Ort durch die Wahrnehmung des Individuums geprägt. Der Charakter eines Ortes wird nicht durch physische Attribute bestimmt, sondern beruht auf der Interaktion zwischen Menschen und deren subjektiver Wahrnehmung des Ortes. Hinzu kommen historische oder kulturelle Assoziationen, die einem Ort eine spezifische Identität verleihen. Jenes Konzept, das einem Ort eine neue Identität mittels angewandter Architektur, Kunst oder sonstiger Modifikation des Raumes verleiht, wird Placemaking genannt. Beide Konzepte stehen in enger Verbindung, da durch das Placemaking eine neue Identität eines Ortes angestrebt wird.
Edward Relph spricht von miteinander verbundenen Komponenten der Identität eines Ortes. Die Komponenten, Erscheinung des Ortes, Funktion des Ortes und Bedeutung des Ortes können laut Relph beliebig mit Inhalten gefüllt werden. In dieser Weise ist die Diversität einer Place Identity nahezu unendlich. Hinzu kommt eine Unterscheidung in 7 Typen der Identität:
1. Die Gelebte, dynamische Identität aus individueller Perspektive.
2. Die Identität über kulturelle Werte der Bewohner eines Ortes.
3. Die Identität durch die Umgebung, Landschafts- oder Städteansichten.
4. Die Identität anhand der Funktion eines Ortes.
5. Die Identität, verliehen durch den objektiven Außenstehenden, der den Ort auf seine Lage und auf einen Standort verschiedener Dinge reduziert.
6. Die Identität durch Massenmedien, die aufgrund ihrer Unabhängigkeit von Erfahrungswerten leicht zu verändern ist.
7. Die beiläufige Identität eines Ortes wahrgenommen durch einen Außenstehenden.
Diese verschiedene Identitäten innerhalb einer Place Identity schließen sich nicht gegenseitig aus, sondern stehen in enger Verbindung. In unterschiedlicher Zusammensetzung ergeben sie für jeden eine individuell wahrgenommene Identität eines Ortes.

## DasZuhause
Neben der physischen Beschaffenheit einer Unterkunft in Form eines Hauses, einer Wohnung oder eines Zimmers, enthält das Zuhause weitaus komplexere Komponenten. Das Attribut Zuhause wird vom Menschen verliehen und auf einen bestimmten Ort angewendet. Der Besitz einer Unterkunft suggeriert nicht zwangsläufig ein Zuhause. Dieses wird durch Erfahrungen, Erlebnisse und Erinnerungen kreiert. In dieser Weise ist das Zuhause eine vom Menschen geschaffene Identität eines Ortes, die sich von anderen in ihrer persönlichen Bindung zum Individuum abhebt.
Joanna Richardsons Werk Place and Identity. The Performance of Home erweitert das Verständnis des Zuhauses um mehrere Aspekte. Die Identität des Zuhauses wird nicht mehr nur durch das Individuum geprägt, sondern die individuelle Identität kann auch durch das Zuhause geprägt werden. Hinzu kommt der Versuch, das Zuhause in eine Definition zu fassen, obgleich es sich um ein Konzept handelt, das unpräzise und flüchtig ist. Denn das Zuhause erfordert keine feste Struktur. Laut Doreen Massey kann das Zuhause aus mehreren Orten, Situationen oder Szenarios bestehen. Ernesto Castaneda bietet in seinem Werk A Place to Call Home. Immigrant Exclusion and Urban Belonging in New York, Paris and Barcelona eine detaillierte Sicht auf jene Menschen, die sich in einem fremden Land unter ungewohnten Umständen ein neues Zuhause zu gründen versuchen. Hierbei wird besonders der Konflikt der aufeinandertreffenden Identitäten beleuchtet. Mexikanische Einwanderer in New York werden als solche wahrgenommen, obwohl sie eine zusätzliche US-amerikanische Identität besitzen, die zunehmend in den Hintergrund gedrängt wird.

## Die Nachbarschaft
Die Nachbarschaft als integrative Gemeinschaft kann die Identität, der sie jeweils beherbergenden Gegend beeinflussen. Durch gemeinsame Erlebnisse, Erfahrungen und Zusammenhalt, werden dem nachbarschaftlichen Ort Attribute auferlegt, die identitätsstiftend wirken. Diese Identität wiederum hebt sich von jenen anderer Nachbarschaften ab. Es herrscht Konsens unter Stadtsoziologen, dass das Bilden einer derartigen Nachbarschaft innerhalb einer Stadt nur unter erschwerten Bedingungen zu realisieren ist. Moderne Städte bieten den Einwohnern zunehmende Privatsphäre und Individualität, die einer geeinten Nachbarschaft entgegenwirken. Das Phänomen der Identitätsstiftung durch Nachbarschaften ist nur noch in kleineren Ortschaften zu verzeichnen.

## Die Community
Die Community (engl. für Gemeinschaft) ist eine Gruppierung innerhalb eines geographisch begrenzten Ortes, die aufgrund des Teilens gleicher Interessen eine Einheit bildet. Diese Gruppen fühlen eine tiefe Verbundenheit zu ihrem Geburtsort und verleihen diesem eine jeweilige Identität. In China sind Communities weit verbreitet und zieren das städtische Bild. Durch ihre enge persönliche Bindung haben sie die Entwicklung des modernen urbanen Chinas maßgeblich geprägt. Laut Tony Blackshaw sichern sich diese Gemeinschaften ihre Identität durch das Erzählen von Geschichten über sich selbst und im Vergleich zu anderen. Laut Richard Jenkins ist der inklusive Charakter einer Gemeinschaft der gleiche, der eine Exklusion derer zufolge hat, die sich nicht mit der Gruppe identifizieren können. Das Festlegen der Kriterien einer Mitgliedschaft schafft in gleichem Maße Ausschlusskriterien.

## Die Competitive Identity
Hierbei handelt es sich um ein von Simon Anholt angeführtes Konzept, welches jenem des Nation Branding ähnelt, es jedoch um weitere Aspekte ergänzt. Laut Anholt hat jedes Land, jede Region, gar jede Stadt eine spezifische Identität aufgrund ihr auferlegter Merkmale. Die Stadt wird nicht auf ihr physisches Bild reduziert, sondern um Attribute ergänzt, die sie auf internationaler Ebene von anderen Städten abgrenzt. Anholt spricht von einem internationalen Kampf um Verbraucher, Touristen und Unternehmer. Ein Individuum habe nicht länger Zeit, um sich mit einer Region auseinanderzusetzen, deshalb habe es die Möglichkeit auf eine Identität einer Region zurückzugreifen. Beispiele wären die Pariser Affinität für Mode, die japanische Technologie und der Schweizer Wohlstand sowie die Präzision. Dieser Ruf erleichtere es, Unternehmungen auf internationaler Basis zu realisieren. Das Ziel einer Regierung sei gleich dem Ziel des Verwaltungsrates eines großen Unternehmens, dessen Bestrebung es ist, einen international anerkannten Ruf zu generieren. Länder, Städte und Regionen müssen laut Anholt ähnlich wie Unternehmen verwaltet werden, die ihre jeweiligen Marken auf einem internationalen Markt positionieren.

## Die Idee des Bildes einer Stadt
Die von Kevin A. Lynch detailliert behandelte Idee des Bildes einer Stadt beruft sich auf eine Identität einer Stadt, die sie in spezifischer Weise von anderen abhebt. Hierbei handelt es sich im Gegensatz zu Simon Anholts Konzept nicht um ein wirtschaftliches Modell, sondern beleuchtet die Entstehung des Bildes anhand von Beispielen verschiedener US-amerikanischer Städte. Es wird suggeriert, dass ein Bild eine Identität, Struktur und Bedeutung voraussetzt. Ein Objekt in diesem Falle eine Stadt besitzt eine Identität, die sie von anderen abhebt, eine klare Struktur und eine Bedeutung, die je nach Betrachter differiert. Der Stadtplaner und Architekt Lynch reduzierte sein Werk nur auf die sichtbaren, physischen Gegebenheiten einer Stadt.

## Fallbeispiel: Ebersbach an der Fils
In dem vom Historiker Marcel Thomas angeführten Beispiel der baden-württembergischen Stadt Ebersbach an der Fils wird in konkreter Weise auf den Wandel der Identität der Stadt eingegangen. Thomas stellt klar, dass durch gezielte politische Aktivität und place-making, eine rurale Identität in eine urbane gewandelt wurde. Durch den Vorteil, den man sich durch eine urbane Bezeichnung des einstigen Dorfes erhoffte, versuchte man zusätzlich den Status einer Stadt zu erhalten. Lokale Amtsträger setzten sich in den 1950er Jahren gezielt für das Hervorheben einer städtischen industriellen Identität ein. Man erhoffte die Stadt durch eine urbane Identität attraktiver für Investoren zu machen. Des Weiteren verfolgte man das Ziel, Ebersbach auf lokalpolitischer Ebene als wirtschaftlich führenden Ort hervorzuheben. Dies entspricht dem von Simon Anholt angeführten Modell der Competitive Identity, welche eine günstige Ausrichtung der Identität der Stadt anvisiert, um auf wirtschaftlicher Ebene wettbewerbsfähiger zu sein. Das erstrebenswerte an einer urbanen Identität war die moderne Konnotation. Erst durch das Hervorheben eines urbanen Charakters konnte das Dorf offiziell in eine moderne Stadt umgewandelt werden. Die ruralen Aspekte standen in den 1950er Jahren im Verruf, veraltet und rückständig zu sein. Deshalb wurde versucht, sich so weit wie möglich von einer ruralen Identität zu distanzieren.
In der Tat verfügte Ebersbach über städtische Eigenschaften wie Textil- und Metallproduktionsstätten, eine Bahnverbindung und nur wenige landwirtschaftliche Betriebe. Hinzu kamen lokale Vereine, die laut Marcel Thomas als Indikatoren urbanen Lebensstils gewertet werden können. In den 1970er Jahren erfolgte schließlich die Vergabe des Status der Stadt. Es folgten weitere Ambitionen des Ausbaus der städtischen Infrastruktur, die allmählich ausgebremst wurden. In den 1980er Jahren kam der Versuch des gezielten Identitätswandels zu einem Ende. Bedingt durch die Krise der Textilindustrie sanken die städtischen Einnahmen und ein weiterer Ausbau der Infrastruktur konnte nicht realisiert werden. Infolgedessen versuchten die lokalen Amtsträger die Identität Ebersbach ein weiteres Mal zu wandeln. Der Fokus wurde nun zurück auf den ursprünglichen ländlichen Charakter des Ortes gelegt. Ebersbach an der Fils steht beispielhaft für den instabilen Charakter der Place Identity, die durch gezielte Einflüsse auf das Wahrnehmen eines Ortes gewandelt werden kann. Marcel Thomas liefert eine detaillierte Behandlung der Thematik, indem er sich zusätzlich auf die öffentliche Meinung stützt, die er aus mehreren mit lokalen Einwohnern geführten Interviews bezieht.